# Meißner
Meißner är en kommun i Werra-Meissner-Kreis i Regierungsbezirk Kassel i förbundslandet Hessen i Tyskland.
Kommunen bildades 31 december 1971 genom en sammanslagning av de tidigare kommunerna Abterode, Alberode, Germerode, Vockerode, Weidenhausen och Wellingerode. Wolfterode uppgick i kommunen 1 januari 1974.